# Krigsåret 1700

## Pågående krig
- Rysk-turkiska kriget (1686-1700)
  - Ryssland på ena sidan
  - Osmanska riket på andra sidan

- Stora nordiska kriget (1700 - 1721)[1]
  - Ryssland, Danmark, Polen-Litauen och Sachsen på ena sidan
  - Sverige och Holstein-Gottorp på andra sidan.

## Händelser

### Februari
- 11 - Stora nordiska kriget inleds med ett anfall på den svenska besittningen Riga.

### Augusti
- 8 - Freden i Traventhal sluts mellan Danmark och Sverige/Holstein.

### November
- 17 - Ryssland attackerar svenska trupper i slaget vid Pühhajoggi pass men retirerar.
- 20 - Karl XII besegrar Ryssland i slaget vid Narva.

### Fotnoter
1. ↑  ”World Statesmen”. http://www.worldstatesmen.org/WARS.html. Läst 28 juni 2011.